# Fileta di Coo
Fileta di Coo, o Filita (in greco antico: Φιλητᾶς?, Philētâs e Φιλίτας, Philítas; in latino Philētas; Coo o Rodi, 340 a.C. circa – 275 a.C. circa]), è stato un poeta e grammatico greco antico.

## Biografia
Non abbiamo molti dati sicuri sulla vita di Fileta. Non è certo neanche il luogo di nascita: Fileta veniva chiamato "Κῷος" (Kṑos = di Coo), ma si discute se l'aggettivo gli sia stato dato perché a Cos, isola del Dodecaneso a breve distanza da Alicarnasso (Asia Minore), ci sia nato, oppure perché ci visse a lungo, nonostante si ritenga sia nato a Rodi. Secondo la Suda, il poeta, figlio di Telefo (Τήλεφος, Tḕlephos) ed Euzione (Εὐκτιόνη, Euktiónē), sarebbe stato contemporaneo di Filippo II di Macedonia (382 a.C.–336 a.C.) e Alessandro Magno (356 a.C.–323 a.C.). Poiché, peraltro, Fileta fu chiamato ad Alessandria d'Egitto come precettore del futuro re Tolemeo II Filadelfo (308 a.C.–246 a.C.), doveva essere già famoso attorno al 300 a.C., il che porta a situarne la nascita, secondo il calcolo classico del "floruit" ai 40 anni, intorno al 340 a.C..
Prima di entrare al servizio di Tolomeo I Sotere come precettore di colui che sarebbe stato re col nome di Tolomeo II, ad Alessandria Fileta aveva avuto come discepolo Zenodoto. Tornato a Coo, secondo gli antichi, fu maestro di Ermesianatte e, almeno idealmente, di Teocrito. Secondo la tradizione, era magro ed emaciato e, nelle parodie dei comici, doveva portare scarpe con suole di piombo per non esser trascinato via dal vento. Ermesianatte ed Ovidio fanno anche il nome della donna amata dal poeta, probabilmente la moglie: Bittide o Battide (in greco: Βιττίς, Bittìs). Era certamente morto quando Teocrito compose le Talisie (275 a.C. circa): un epigramma ne attribuiva la morte alle estenuanti meditazioni notturne nel tentativo di risolvere l'antinomia del mentitore. Ermesianatte ricorda che i concittadini ne onorarono la memoria con una statua di bronzo a Cos, all'ombra di un platano.

## Opere
Fileta fu il primo fra gli alessandrini a fare filologia all'interno del testo poetico: nelle sue composizioni troviamo, infatti, prese di posizione filologiche.
Fra le opere in versi, sono noti i seguenti titoli: 
- Demetra, in distici elegiaci;
- Ermes, in esametri, sull'amore tra Odisseo e Polimele, figlia di Eolo;
- Telefo;
- Παίγνια (Pàignia, Lusus, forse la stessa cosa degli Epigrammi).
- Opere erudite: Glosse miscellanee (una sorta di dizionario di termini rari) e una Interpretazione di Omero.

Di tutto questo rimangono soltanto 27 brevi frammenti per le opere poetiche e 30 glosse dalle opere grammaticali, sicché risulta difficile dire che cosa fossero queste opere, eccetto identificarne gli argomenti.

### Caratteristiche
Dal pochissimo che ne sappiamo, Fileta appare comunque un poeta doctus sulle orme di Antimaco di Colofone: un poeta di grande eleganza formale, amante di leggende dotte anche locali, autore di brevi componimenti, in metro epico ed elegiaco, con parole rare e ricercate. Tali caratteri, evidenti anche nel poco che resta dei suoi componimenti, gli procurarono riconoscimento immediato da poeti e prosatori, tanto che, per quanto noto, fu il primo ad essere definito esplicitamente "tanto poeta quanto studioso" (in greco antico: ποιητὴς ἅμα καὶ κριτικός?, poiētḕs hàma kài kritikòs). Poiché, infatti, era stato il tutore del Filadelfo, si ritiene che abbia avuto una grande influenza sullo sviluppo del Museion ad Alessandria, un'istituzione accademica che includeva la famosa Biblioteca di Alessandria. Fileta fu il primo scrittore, insomma, a combinare, nelle sue opere, qualità che aprirono la strada alle sperimentazioni ellenistiche: la varietà, la cultura e l'uso di fonti omeriche in opere non epiche.
La sua reputazione presso gli studiosi durò per almeno un secolo: La sua reputazione presso gli alessandrini fu, comunque, grande e venne considerato uno dei maestri e precursori della nuova poesia, elencato nel Canone alessandrino dei poeti elegiaci. Teocrito, il creatore della bucolico, scrisse di lui come di un modello e di un maestro, mentre ad Atene il comico Stratone ironizzava sul fatto che persino il pubblico sapesse il vocabolario di Fileta, che venne recensito più di un secolo dopo dall'influente studioso di Omero Aristarco di Samotracia nel suo Contro Fileta '(in greco antico: Πρὸς Φιλίταν?, Pròs Philítān). Il geografo Strabone lo descrisse tre secoli più tardi, come detto, come "allo stesso tempo poeta e critico". L'influsso di Fileta sulla poesia successiva è, dunque, indubbio: la sua poesia è menzionata o citata brevemente da Callimaco e da altri autori immediatamente successivi e la sua fama poetica durò almeno tre secoli, poiché i poeti augustei identificavano il suo nome con la grande scrittura elegiaca, come dimostra il fatto che Properzio lo legava a Callimaco con il famoso distico:
(Properzio, Elegie, III, 1)
Un secolo dopo, Quintiliano classificò Fileta come secondo solo a Callimaco tra i poeti elegiaci. Nonostante la sua notorietà, quasi tutte le opere di Fileta sembrano essere scomparse nel giro di due secoli, quindi è probabile che gli scrittori vissuti dopo il II secolo a.C. abbiano letto solo poche righe dei suoi scritti.